# قوة كهرومغناطيسية

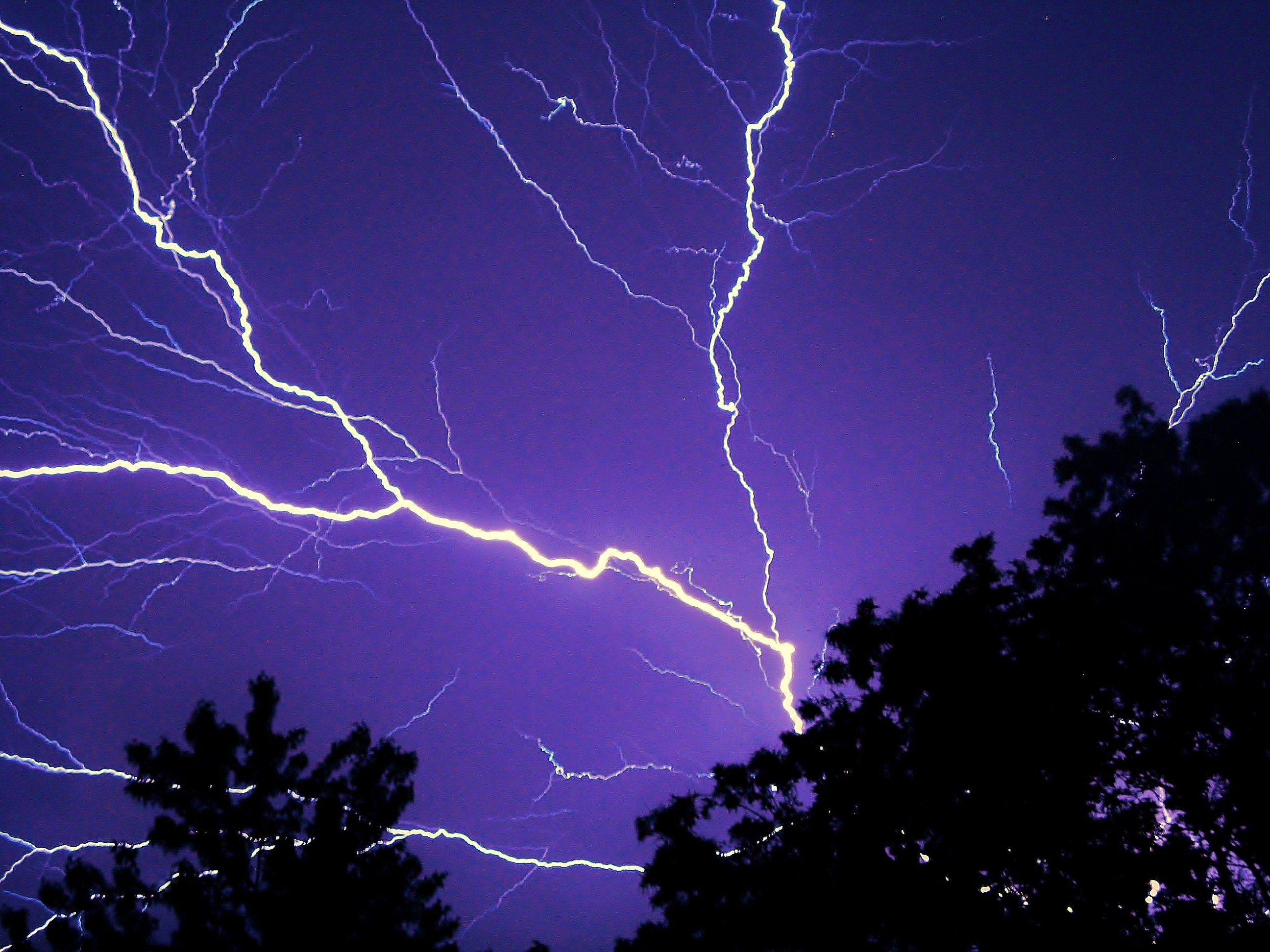
البرق هو تفريغ إلكتروستاتيكي ينتقل بين منطقتين مشحونتين.

القوة الكهرومغناطيسية هي إحدى القوى الأربعة الأساسية في هذا الكون، بجانب الجاذبية والقوى النووية الضعيفة والقوى النووية القوية، وتشمل القوى الكهربية والقوى المغناطيسية، ومن أمثلتها القوى المغناطيسية الناشئة عن القوى الكهربية، وقد تنشأ حينما يمر تيار كهربي في سلك به مجال مغناطيسي.

## تطبيقات عملية
هُناك العديد من التطبيقات العملية على القوى الكهرومغناطيسية، منها: المغناطيس الكهربي، والمولد الكهربي والمُحرك الكهربي.